# Megalodonten

Versteinerung einer „Kuhtrittmuschel“ in Querlage zur Gesteinsschicht – dadurch diese Pfeilform; ebenfalls auf einem weiteren Fundamentstein an der Lainl-Alm.

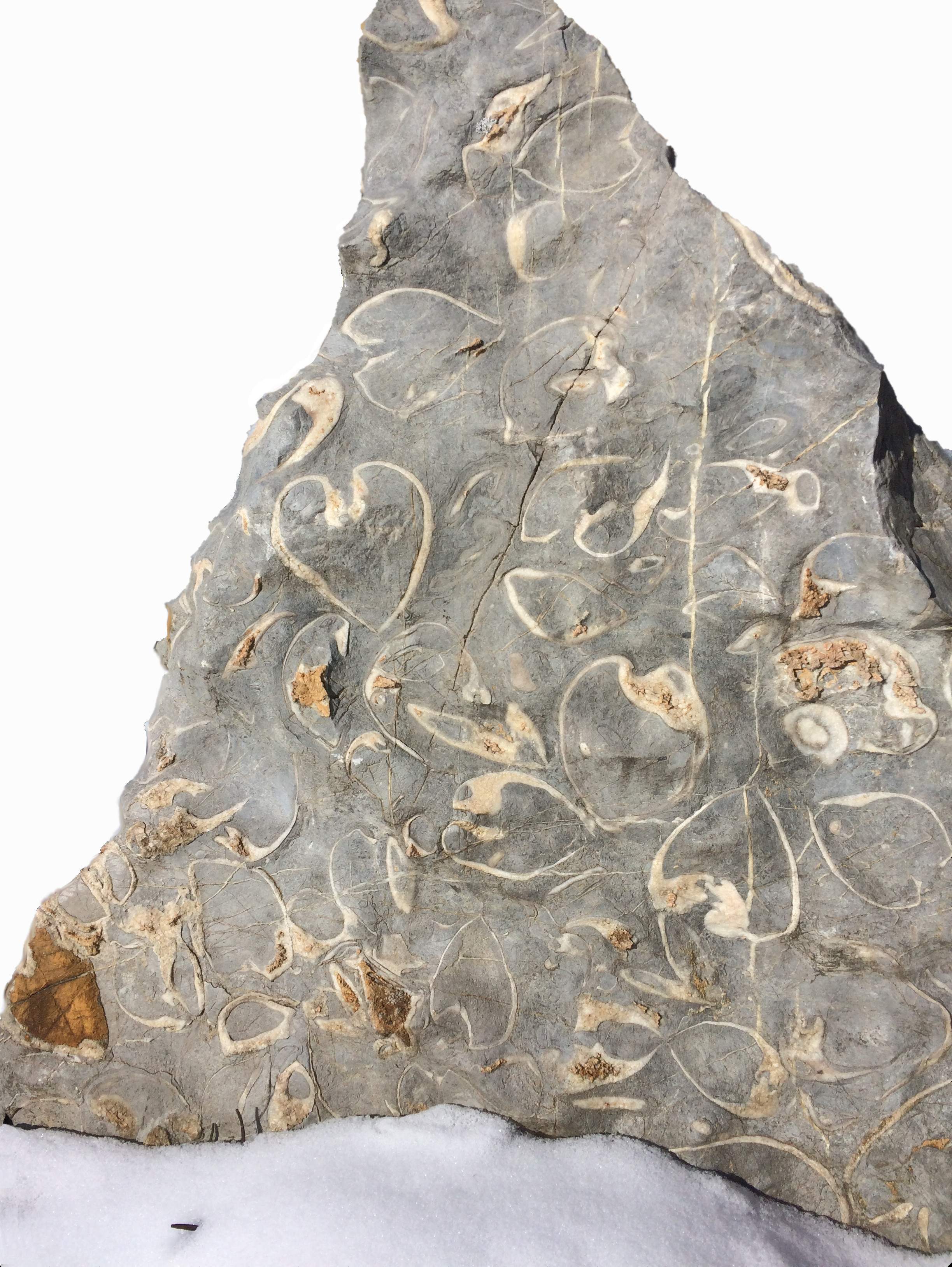
Kalksteinfindling aus Gaissau, Land Salzburg

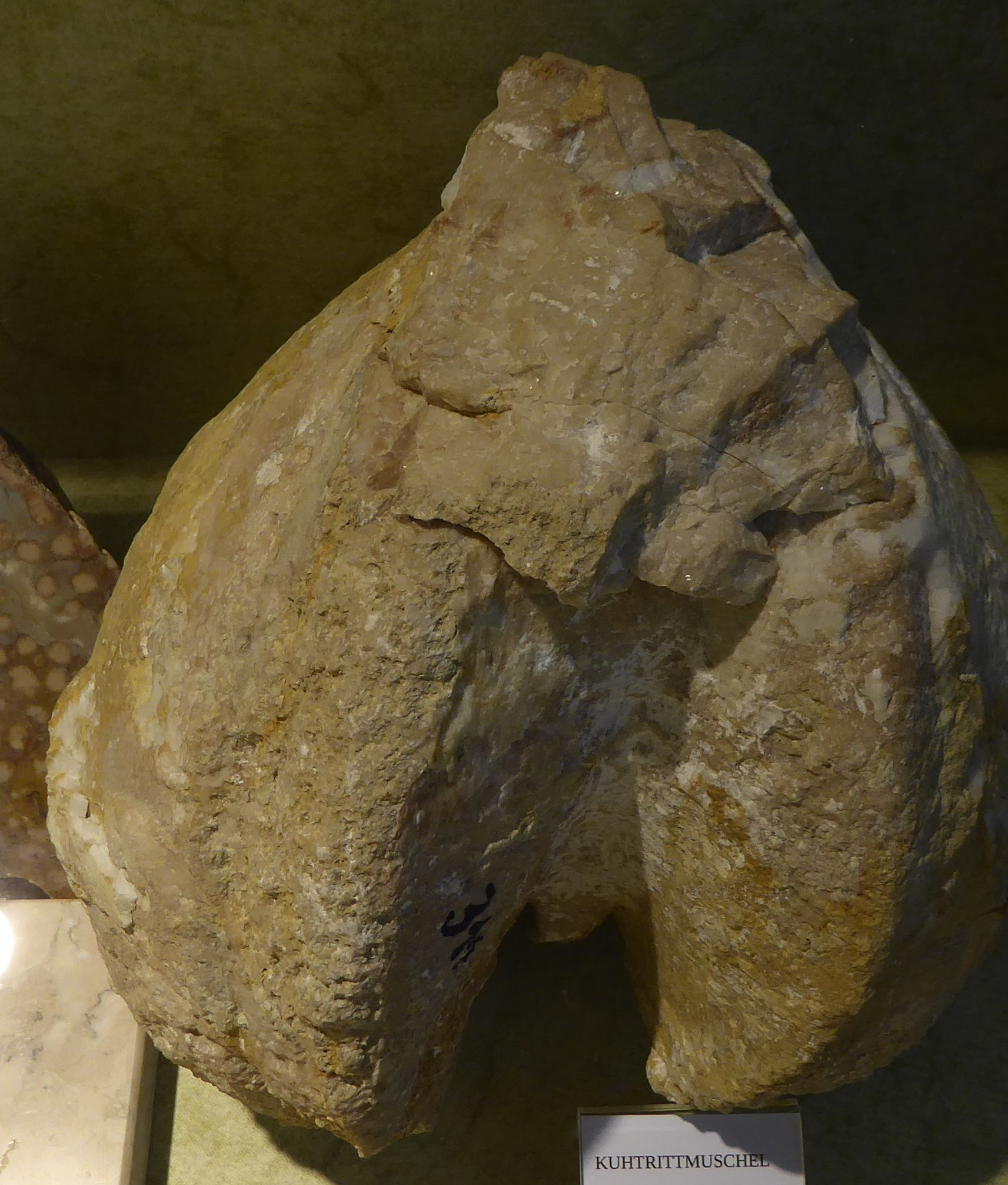
Kuhtrittmuschel aus dem Tomannbruch, Marmormuseum Adnet, Österreich

Megalodonten (Überfamilie Megalodontoidea) sind meist große Muscheln (Bivalvia), die zur Ordnung Hippuritoida innerhalb der Superordnung Heterodonta gerechnet werden. Die bekanntesten Vertreter dieser Gruppe sind die sogenannten Kuhtrittmuscheln aus der Trias, die heute als Fossilien zum Beispiel im Dachsteinkalk und ähnlichen Gesteinen der Nördlichen Kalkalpen zu finden sind. Die ältesten Vertreter der Gruppe erschienen im Ordovizium. Die Überfamilie starb in der Oberkreide aus.

## Merkmale
Die Gehäuse sind in der Regel gleichklappig mit stark entwickeltem und eingedrehtem Wirbel. Besonders auffällig ist bei einigen Arten die Tatsache, dass die „Wirbel“ der Muschel, also ihre älteren Schalenteile, nicht nebeneinander zusammengerollt sind, sondern sich korkenzieherartig winden und daher von der Mittelebene wegzeigen wie Bockhörner. Das ist allerdings nur in Präparaten sichtbar, denn an der Gesteinsoberfläche sind die Muscheln in zufälligen Querschnitten erhalten, jedenfalls wo die Oberfläche nicht schichtparallel ist. Der Schlossrand ist zu einer breiten Schlossplatte umgebildet, die nur wenige große Zähne enthält. Typisch für Megalodonten ist auch eine relativ dicke bis sehr dicke Schale. Das Ligament befindet sich extern. Die Schließmuskeln sind meist ungleichförmig. Die Megalodonten besiedelten flache, warme Meere, oft am Rande von Riffen oder in den Hinterriffbereichen. Sie lebten wohl halb eingegraben im Sediment. Daher sind die Muscheln sehr häufig in Lebensstellung im Gestein eingebettet. Es wird vermutet, dass die Megalodonten ähnlich wie die heutigen Riesenmuscheln des Indischen Ozeans in Symbiose mit Algen lebten, also an ihren Kiemen Grünalgen beherbergten, die die Muschel mit Nährstoffen versorgten.

## Die Megalodonten im Volkstum
Die Megalodonten der Obertrias werden im Volksmund als „Hirsch“- oder „Kuhtritt“ bezeichnet. Sie wurden als Spuren der „Wilden Jagd“ oder als Fußspuren der „Wildfrauen“ gedeutet; in Franken bezeichnete man sie als „Geißenfüßle“. Dies hängt mit der Vorstellung zusammen, dass Waldgeister, Alben und Druden keine Menschen-, sondern Tierfüße hatten. Diese Versteinerungen galten aber auch als Abwehrzauber gegen das Böse. Deshalb ist ihre Verwendung als Fundamentsteine für Almhütten wie auf den obenstehenden Fotos von der Lainl-Alm wohl kein Zufall.

## Erhaltung und Schutz
Die Megalodonten kommen fast immer in reinem Kalkgestein vor, das zu ihren Lebzeiten schlammig bis feinsandig war und später zu Stein wurde. Man kann sie nicht durch Klopfen aus dem Gestein lösen, ohne sie zu zerstören.
Aus Naturschutzgründen darf man im Hochgebirge nicht die gewachsenen Felsen beschädigen. Besser ist daher die Fossilsuche in Steinbrüchen, etwa am Ofenauer Berg bei Golling.

## Systematik
Derzeit werden drei Familien innerhalb der Megalodontoidea unterschieden:
- Megalodontidae Moris & Lycett, 1853
- Dicerocardiidae Kutassy, 1934
- Wallowaconchidae Yancey & Stanley, 1999